# Let No Man Put Asunder (film 1913)
Let No Man Put Asunder è un cortometraggio muto del 1913. Il nome del regista non viene riportato nei credit del film.

## Trama
Divorziato dalla moglie Helen, Arthur Winn lascia la società ricca e potente cui appartiene per andarsene nel West. Il destino lo porta a ritrovare l'ex moglie che salva dall'aggressione di un minatore ubriaco. I due si rendono conto di amarsi ancora e si riconciliano, progettando un nuovo futuro insieme.

## Produzione
Il film fu prodotto dalla Essanay Film Manufacturing Company.

## Distribuzione
Distribuito dalla General Film Company, il film - un cortometraggio di una bobina - uscì nelle sale cinematografiche USA il 3 giugno 1913.